# Anonimo fiorentino
L'anonimo fiorentino fu un letterato italiano medievale, di cui non è nota l'identità, ma operante a Firenze tra la fine del XIV e l'inizio del XV secolo e autore di un importante commento alla Divina Commedia.

## L'opera
Il lavoro dell'anonimo non è pervenuto in maniera unitaria, ma suddiviso tra vari manoscritti, che contengono diverse cantiche dell'opera dantesca con la chiosa dello sconosciuto commentatore. Per il linguaggio che adopera e per i riferimenti che compie, dai critici è considerato certamente fiorentino e vissuto nella seconda metà del XIV secolo, forse anche nel primo decennio del XV, mentre non esistono indicazioni sulla sua identità.
Stilisticamente l'anonimo è ritenuto modesto, anche perché per buona parte del Purgatorio e l'interezza del Paradiso copia in parte o del tutto il commento precedente di Jacopo della Lana. È invece filologicamente apprezzata la sua volontà di organizzare in maniera coesa la critica dantesca redatta fino ad allora, con numerose citazioni ai commenti di predecessori come Andrea Lancia, Jacopo e Pietro Alighieri e Guido da Pisa, e alle opere degli altri grandi letterati trecenteschi come Francesco Petrarca, Giovanni Boccaccio, Giovanni Villani e Dino Compagni.
Attraverso uno stile peculiare e a tratti vivace, l'anonimo condisce il commento all'opera dantesca con richiami alla storia della Firenze del tempo, sfruttando soprattutto le cronache di Giovanni Villani e Dino Compagni, delle quali riporta tratti anche abbastanza lunghi. La chiosa dell'anonimo risulta quindi l'opera di critica dantesca maggiormente onnicomprensiva stilata prima del Rinascimento. Una volta ricomposta, l'opera dell'anonimo fu edita una sola volta, tra il 1866 e il 1874, a cura di Pietro Fanfani.

## Edizioni
- Pietro Fanfani (a cura di), Commento alla D.C., d'Anonimo fiorentino del secolo XIV ora per la prima volta stampato, collana Collezione di opere inedite o rare, Bologna, 1866-1874.